# Smerinthus ocellata
Smerinthus ocellatus, được biết đến với tên gọi Bướm đêm mắt đại bàng, là một loài bướm đêm châu Âu thuộc họ Sphingidae.
Các đốm mắt không thể nhìn thấy ở vị trí nghỉ ngơi, nơi mà các cánh trước bao gồm chúng. Chúng được hiển thị khi cảm thấy bị đe dọa loài sâu bướm, và có thể giật mình một động vật ăn thịt săn mồi, tạo cho con bướm có cơ hội thoát.
Sải cánh con trưởng thành dài 70–80 milimét (2,8–3,1 in).

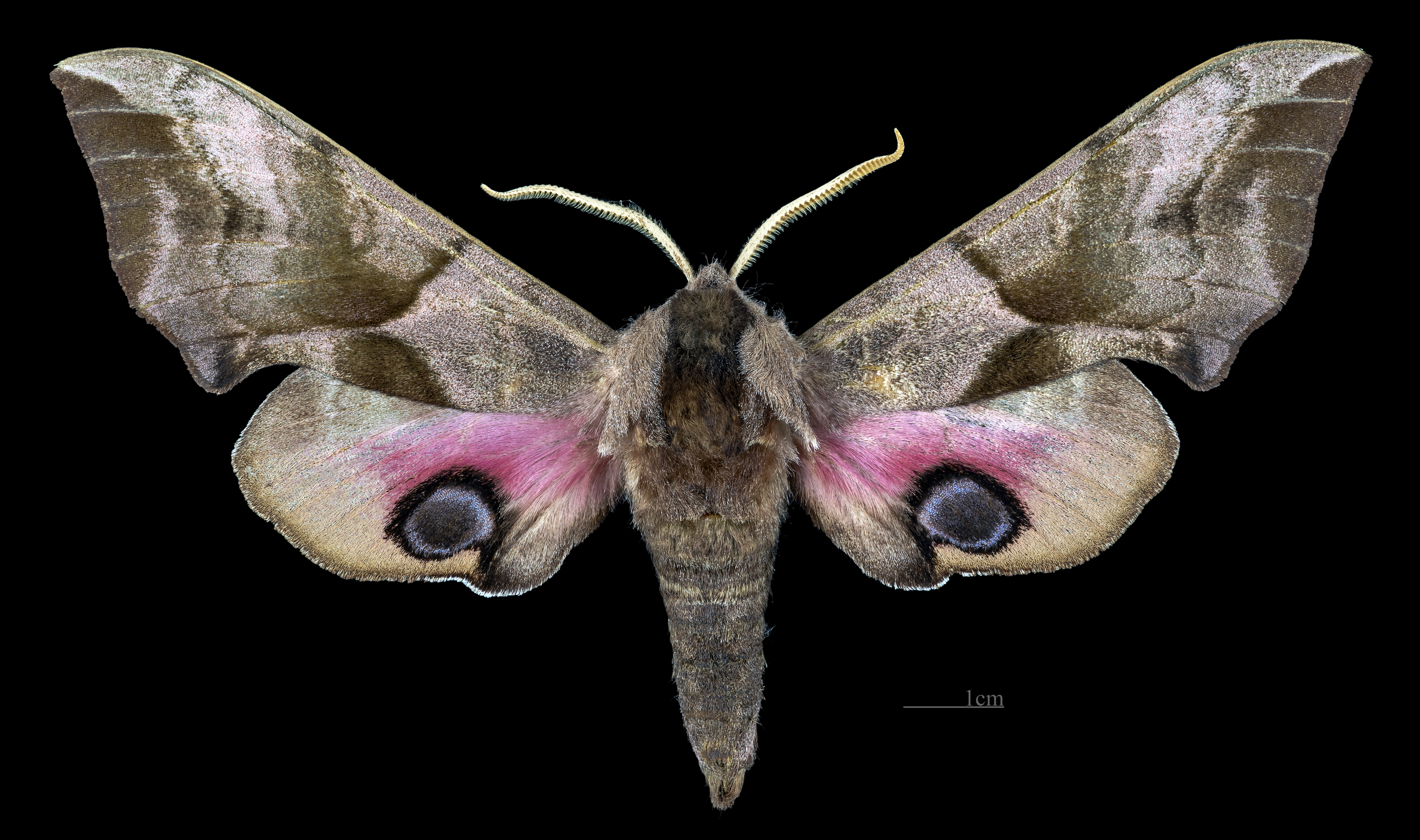
Smerinthus ocellata ♀
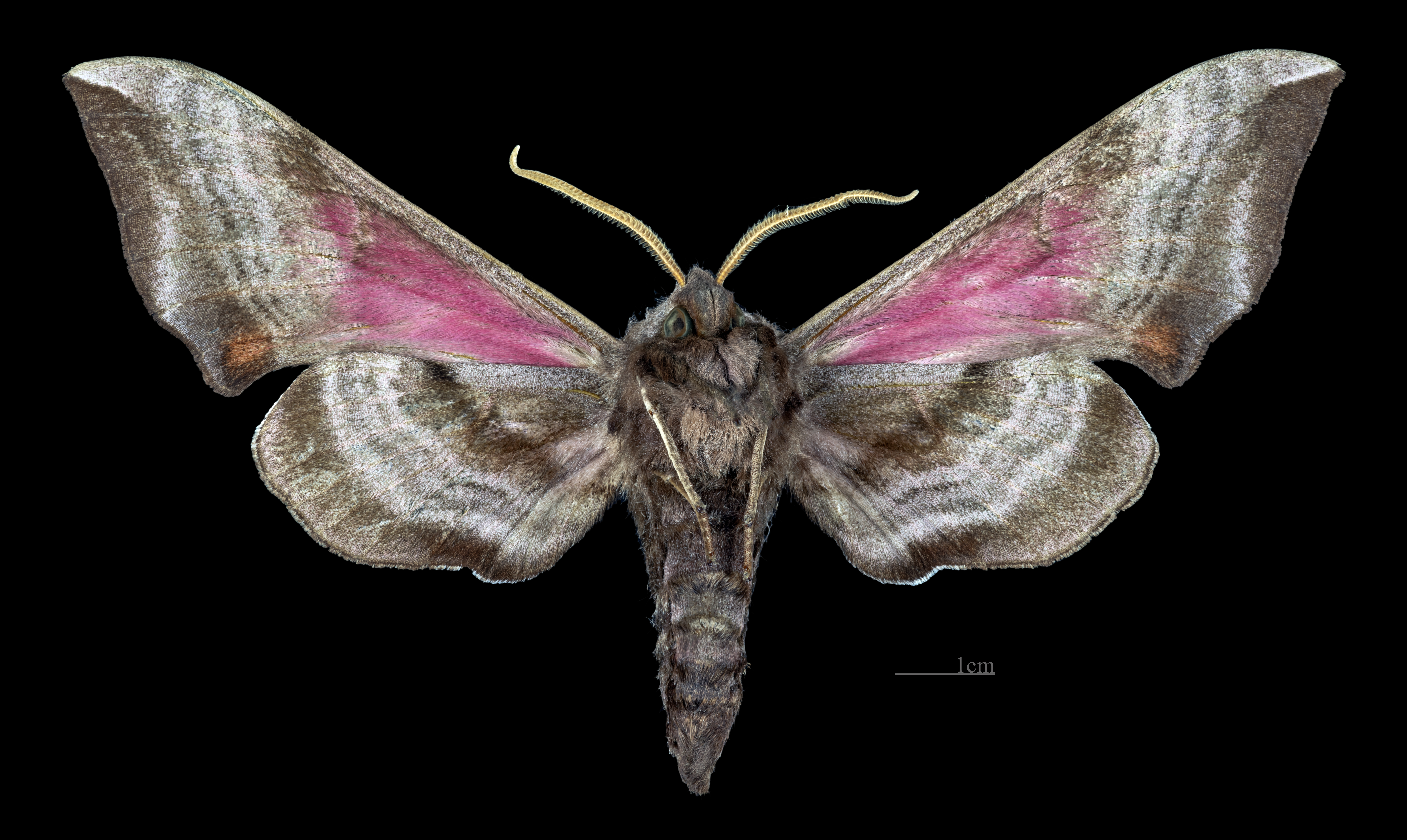
Smerinthus ocellata  ♀ △
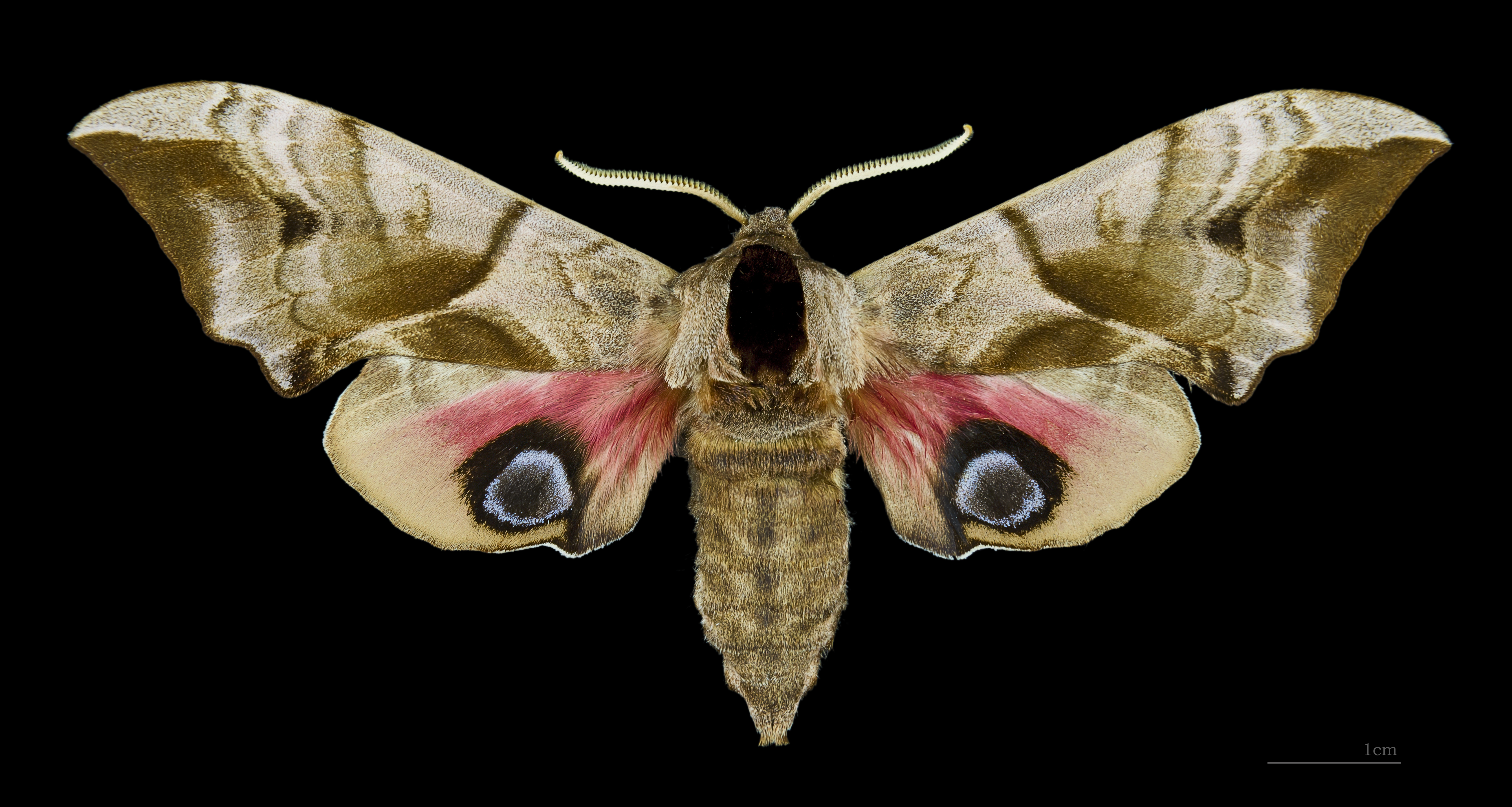
Smerinthus ocellata ♂
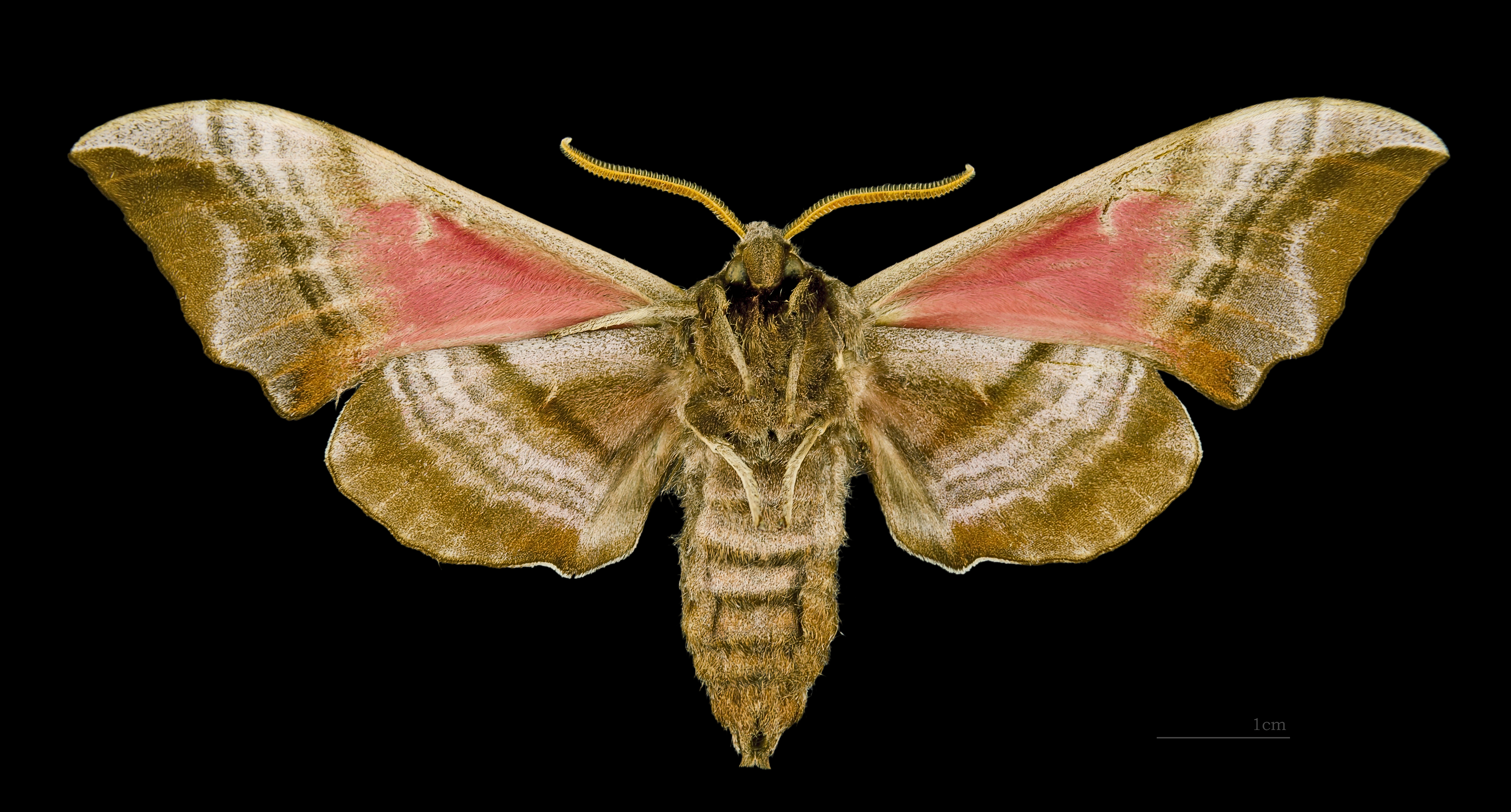
Smerinthus ocellata ♂  △
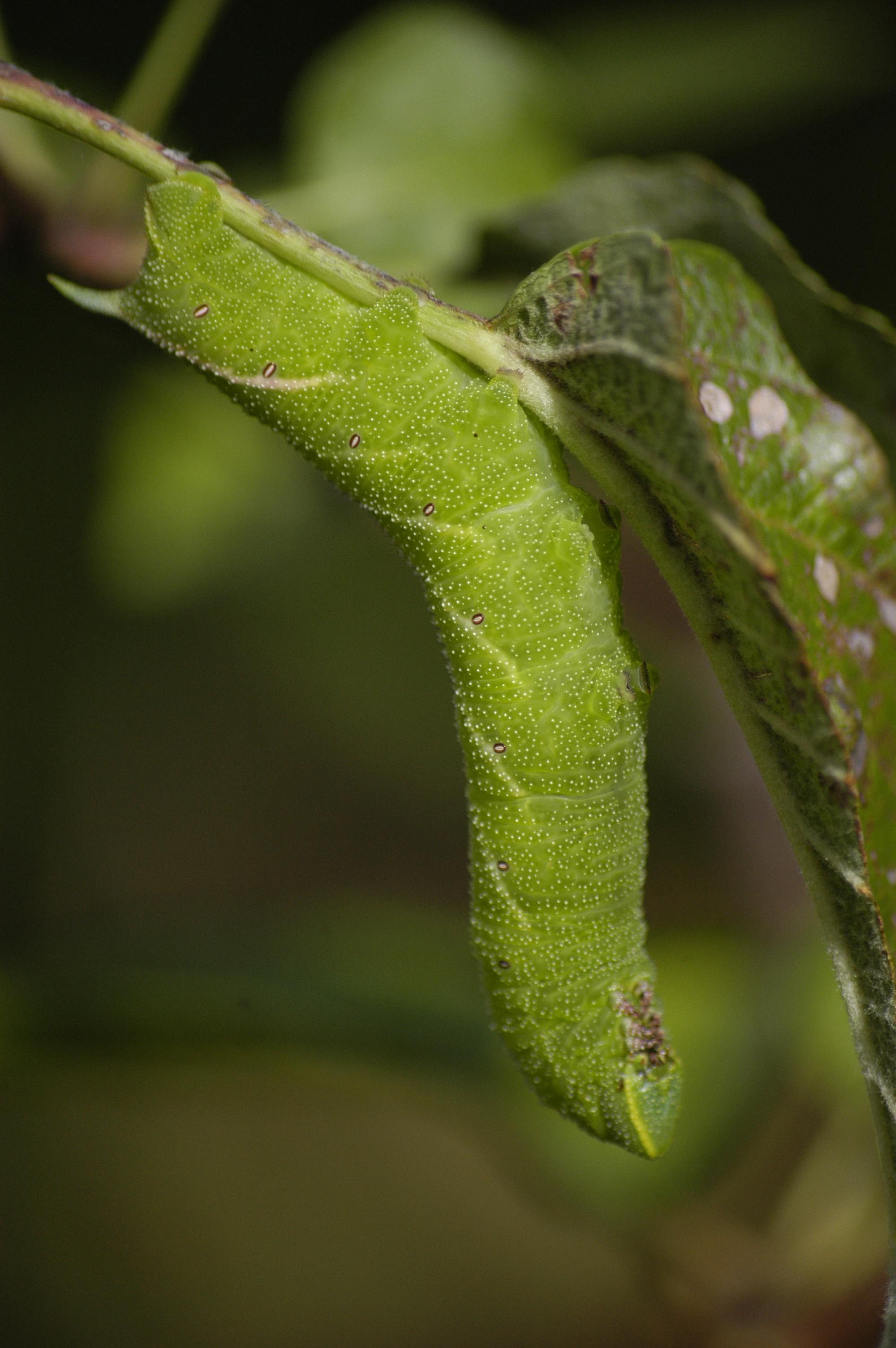
Con sâu bướm

## Phụ loài
- Smerinthus ocellata ocellata
- Smerinthus ocellata atlanticus Austaut, 1890 (confined to the Atlas Mountains và their surrounding lowlands, from Morocco to Tunisia. It is also found on Sardegna và Corse)[4]

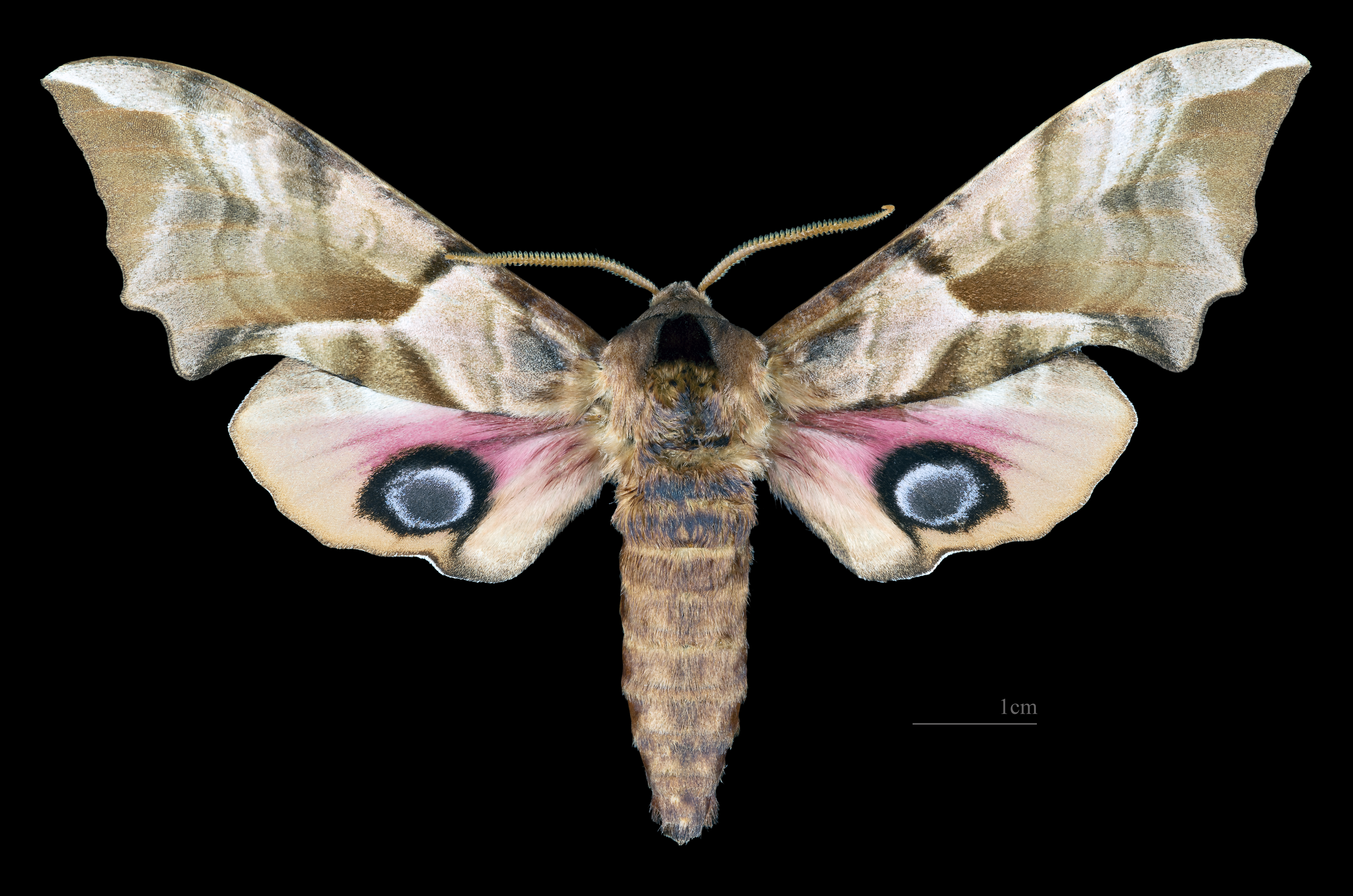
Smerinthus ocellata atlanticus ♂
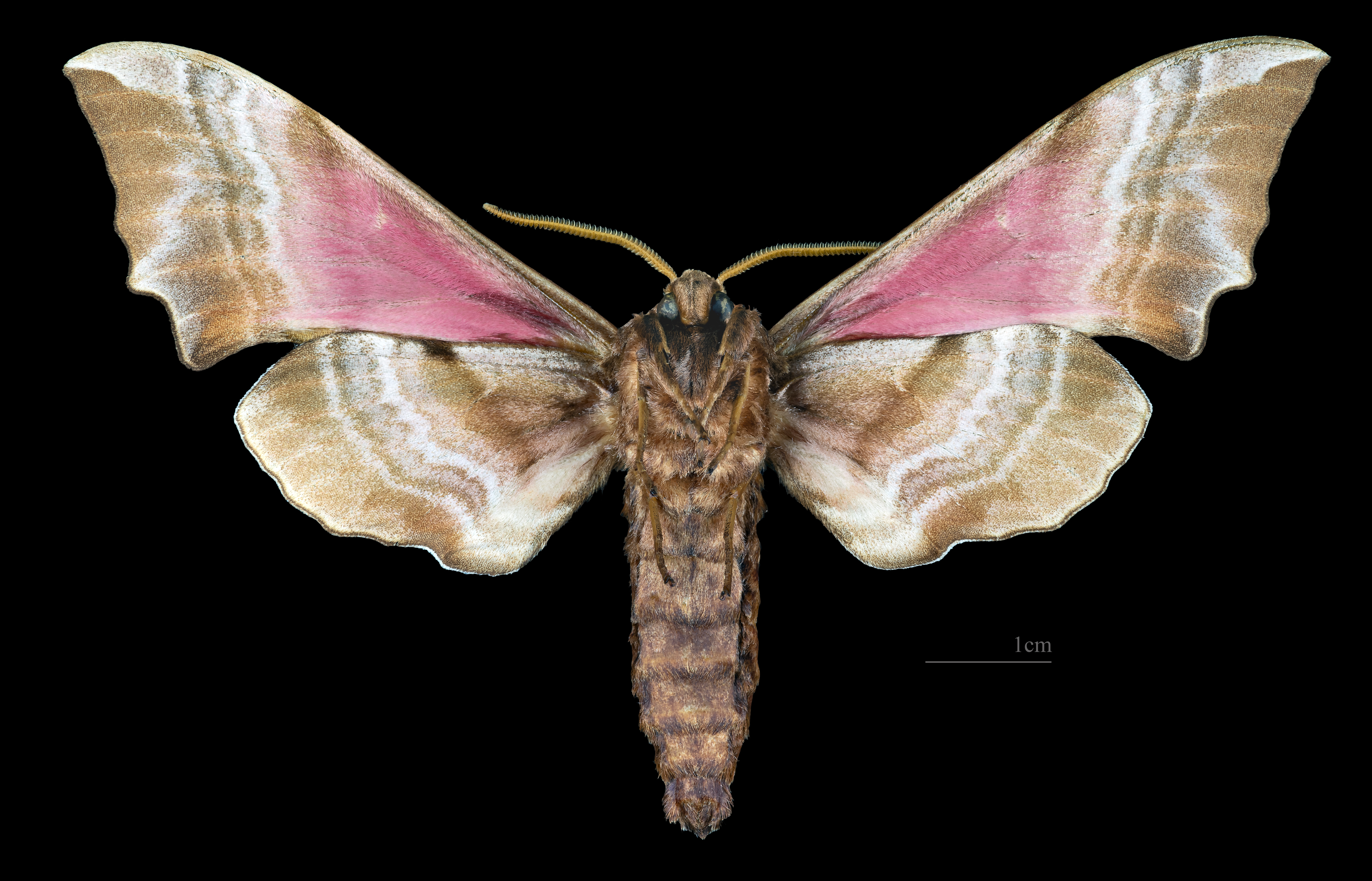
Smerinthus ocellata atlanticus ♂ △